# Brotbecher

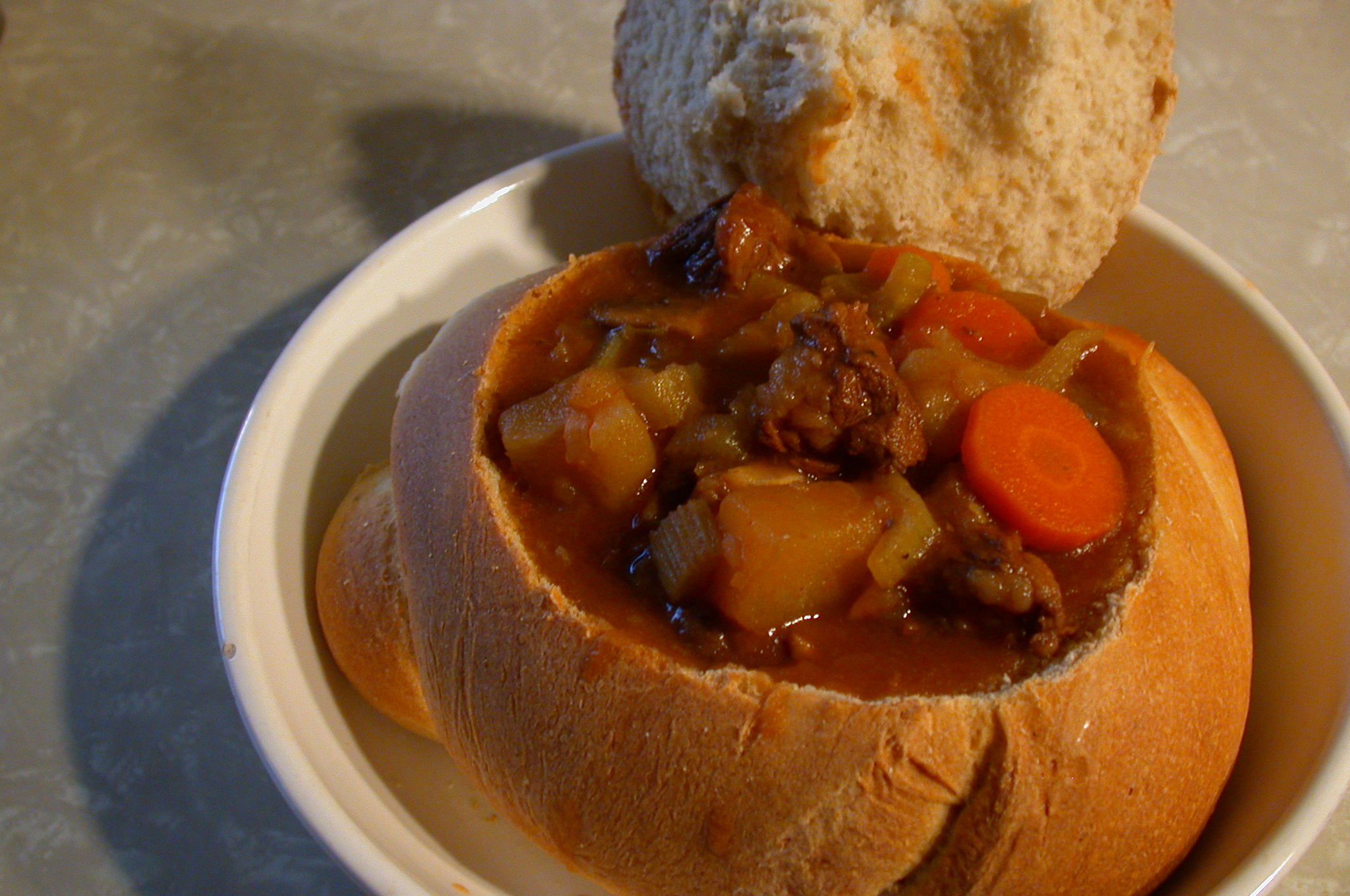
Rindfleisch-Eintopf im Brotbecher

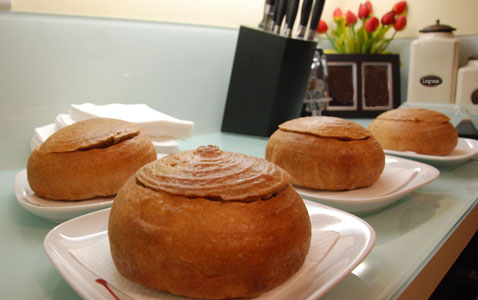
Brotbecher mit Deckel (Bosniaky)

Ein Brotbecher (auch Brotteigbecher oder Brottasse; englisch: bread bowl, d. h. Brotschüssel) ist eine essbare Hülle für Snacks, die aus ausgehöhlten Brotlaiben hergestellt wird. Industriell werden Brotbecher aus Brotteig auf speziellen Schablonenmaschinen ausgeformt und nach kurzer Stückgare auch darin gebacken.
Für Suppe im Brot werden Brotbecher mit Suppen, oder auch Eintöpfen, Würzfleisch oder Salaten gefüllt, die gleichzeitige eine Beilage zu ihrem Inhalt sind. Brotbecher von der Größe eines Kürbisses stellen einen Blickfang auf Büffets dar. Kleine Roggenmischbrote eignen sich für die Suppe im Brot.
Die französische Bezeichnung (à la) panetière steht für Gerichte, die nach dem Zubereiten in einem ausgehöhlten Brotlaib serviert werden, der vorher im Ofen leicht geröstet wurde. Die Zubereitung kann als Einzel- oder als großes Stück hergestellt werden. Auf diese Weise können Lammbries, Hühnerleber, Salpicons, Ragoûts, Rührei u. a. präsentiert werden. Der Begriff à la panetière bedeutet auf Deutsch in etwa „nach Brotkasten-Art“.